# Guiting Power
Guiting Power é uma paróquia e aldeia do distrito de Cotswold, no condado de Gloucestershire, na Inglaterra. De acordo com o Censo de 2011, tinha 296 habitantes. Tem uma área de 8,89 km².